# Ordine di Pirogov
L'ordine di Pirogov (in russo Орден Пирогова?) è un'onorificenza della Federazione Russa istituita con il Decreto del Presidente della Federazione Russa del 19 giugno 2020 n. 404 "Sull'istituzione dell'Ordine di Pirogov e della medaglia di Luca di Crimea".
L'onorificenza porta il nome del chirurgo, scienziato e accademico russo Nikolaj Ivanovič Pirogov (1810-1881), considerato il fondatore della chirurgia militare da campo, nonché della chirurgia come disciplina scientifica. L'ordine viene assegnato ai cittadini russi per premiare la dedizione nel fornire assistenza medica in situazioni di emergenza, epidemie, operazioni militari e altre circostanze che comportano un rischio per la vita; servizi resi nel campo dell'attività medica pratica e l'organizzazione altamente efficace del lavoro di diagnosi, prevenzione e trattamento di malattie particolarmente pericolose; contributi al rafforzamento della salute pubblica, alla prevenzione dell'insorgenza e dello sviluppo di malattie infettive e non infettive; nonché in altri casi specificati nello statuto. Nei casi definiti dallo statuto dell'ordine, l'onorificenza può essere assegnata a cittadini stranieri per premiare la fornitura di cure mediche in casi clinici difficili, il trattamento di malattie particolarmente pericolose, la partecipazione attiva alle attività scientifiche delle organizzazioni mediche russe e altri meriti. Il motto dell'Ordine di Pirogov è "Misericordia, dovere, altruismo".
Nel sistema di onorificenze dell'Unione Sovietica non vi erano decorazioni intitolate a Pirogov, tuttavia, la proposta di istituire l'Ordine di Pirogov fu avanzata per la prima volta durante la seconda guerra mondiale e fu discussa tra i più alti livelli nel dopoguerra. Schizzi di progetti dell'Ordine di Pirogov furono conservati da vari artisti e architetti sovietici, ma non fu implementato un solo progetto. L'istituzione dell'Ordine di Pirogov nella Russia moderna avvenne nel contesto della pandemia di COVID-19: i primi assegnatari dell'onorificenza furono operatori sanitari e volontari che si distinsero nella lotta alla diffusione dell'infezione da coronavirus SARS-CoV-2.

## Contesto storico

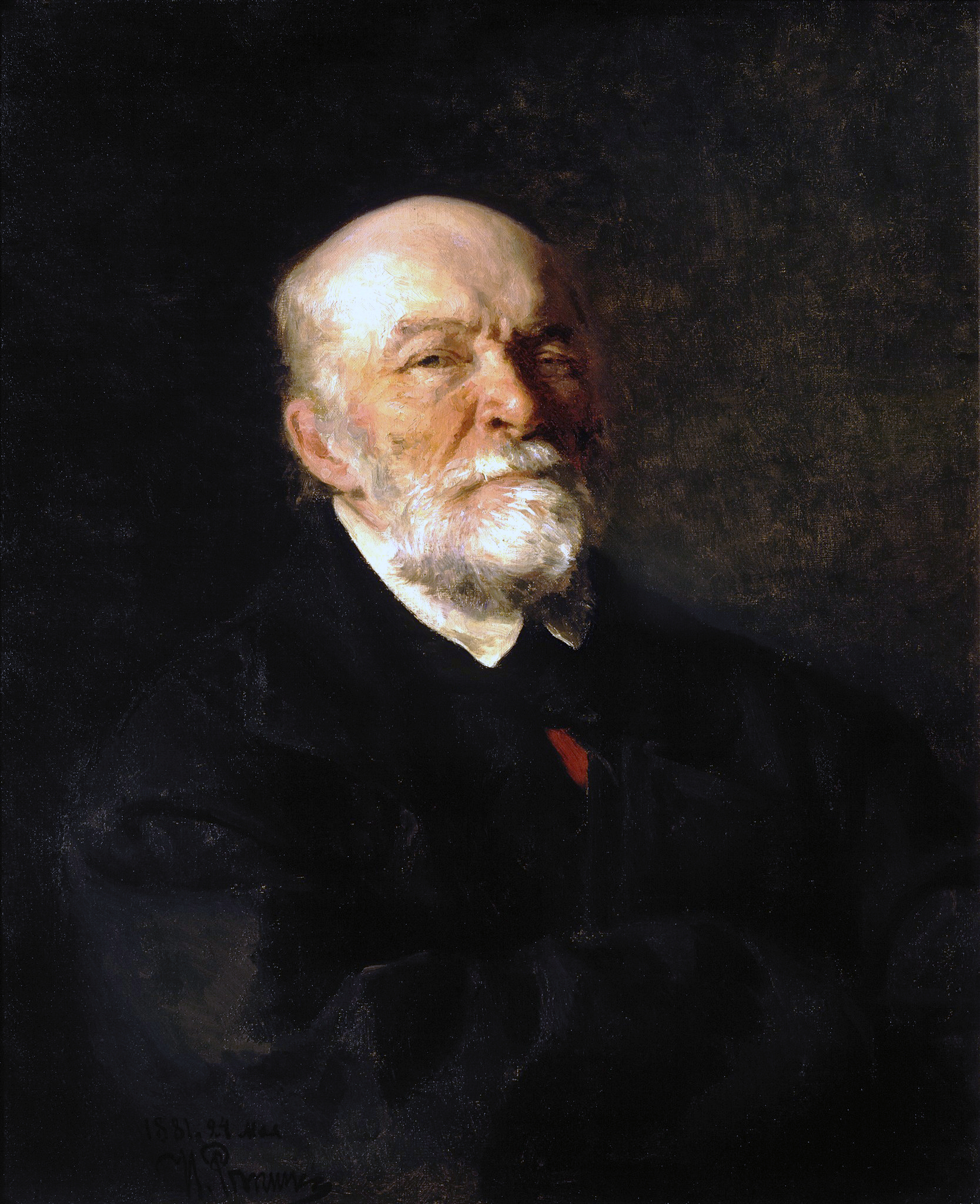
Ritratto di Nikolaj Ivanovič Pirogov, Il'ja Efimovič Repin, 1881.

Nikolaj Ivanovič Pirogov nacque il 13 novembre 1810 a Mosca. Nel 1828 si laureò presso il Dipartimento di Scienze Mediche della Facoltà di Medicina dell'Università Imperiale di Mosca. Tra il 1828 e il 1832 si specializzò in chirurgia presso l'Istituto Professionale aperto presso l'Università Imperiale Dorpat per formare i futuri professori delle università russe. Nel 1833 Pirogov ottenne il grado di dottore in medicina e nel 1836 fu eletto professore di chirurgia teorica e pratica presso l'Università Imperiale di Derpt e dieci anni dopo divenne membro corrispondente dell'Accademia delle scienze di San Pietroburgo.
Pirogov è considerato il fondatore della chirurgia militare sul campo, nonché uno dei fondatori della chirurgia come disciplina medica scientifica. Fu Pirogov il primo al mondo a usare l'anestesia in una situazione bellica; questo avvenne durante la battaglia di Salta, uno degli scontri più sanguinosi della guerra caucasica, nel 1847. Durante la guerra di Crimea, Pirogov era il capo chirurgo di Sebastopoli, che rimase sotto assedio per 11 mesi; negli anni successivi, come consulente, fu anche sui fronti della guerra franco-prussiana del 1870-1871 e della guerra russo-turca del 1877-1878. Nel 1854, mentre operava tra i feriti nella difesa di Sebastopoli, Pirogov, per la prima volta nella storia della medicina russa, utilizzò una garza gessata in condizioni di campo militare. Nelle sue opere, egli sottolineò l'importanza della medicina preventiva, dell'unità di trattamento e dell'evacuazione dei feriti, nonché del loro smistamento. Pirogov morì il 23 novembre [5 dicembre] 1881. Gli sono intitolate diverse istituzioni mediche, in particolare, l'Università Medica di Ricerca Nazionale Russa a Mosca.

## Antefatti e istituzione dell'ordine

### Progetto sovietico dell'Ordine di Pirogov
Come notato dallo storico della faleristica Valery Alexandrovich Durov, l'idea di istituire un ordine intitolato a Pirogov come ricompensa per gli ufficiali medici sorse durante la seconda guerra mondiale. Vennero anche discusse questioni come la rinascita della Croce di San Giorgio per i soldati, dell'istituzione dell'Ordine di Denis Davydov per premiare i partigiani e persino la possibilità di introdurre l'Ordine della Stella di Ferro come contrappeso alla Croce di Ferro tedesca; nessuno dei progetti di cui sopra fu mai attuato.
Il dottore in scienze storiche S. S. Ilizarov, in un suo articolo richiamò l'attenzione sul fatto che, a seguito di uno studio dei documenti custoditi nel Dipartimento di Scienze del Comitato Centrale del Partito Comunista dell'Unione Sovietica relativi al periodo 1942-1953, era venuto a conoscenza della preparazione di un progetto per l'istituzione di premi statali per premiare scienziati per risultati ottenuti nel campo della scienza e successi nell'insegnamento: fu proposto di stabilire ordini intitolati a Michail Vasil'evič Lomonosov, Dmitrij Ivanovič Mendeleev, Nikolaj Ivanovič Pirogov e Ivan Petrovič Pavlov. "La prima impressione sulla conoscenza della storia del fallito tentativo di introdurre il sistema di ordini è stata scioccante per gli scienziati, perché un altro tocco luminoso è emerso dal velo di un passato che sarebbe meglio dimenticare che ricordare", scrive il ricercatore.
Ilizarov richiama l'attenzione sui documenti del dipartimento di propaganda e agitazione del Comitato centrale del PCUS sui progetti degli ordini di Lomonosov, Mendeleev, Pirogov e Pavlov, in particolare, sul promemoria indirizzato al segretario della Centrale Comitato del PCUS Andrej Aleksandrovič Ždanov. Egli osserva che questi materiali contengono informazioni sufficienti per comprendere le principali circostanze del tentativo di stabilire nuove onorificenze: "Quindi, secondo gli autori della nota del Dipartimento di Propaganda e Agitazione del Comitato Centrale del Partito Comunista (bolscevichi) del 2 luglio 1946, essi eseguirono le precedenti istruzioni date dal Segretariato del Comitato Centrale del Partito Comunista, e la questione delle onorificenze era stata precedentemente discussa in seno al Comitato centrale. Non siamo a conoscenza della data dell'incontro. Ovviamente avvenne nel 1944 (non più tardi dell'aprile 1945), poiché fu durante tale riunione che fu dato l'ordine di preparare i bozzetti degli ordini", scrive. Ilizarov sottolinea anche che la maggior parte degli schizzi degli ordini sono datati al 1945. In un altro documento, una nota segreta di Siergiej Wasiljewicz Kaftanow, presidente del Comitato sindacale per l'istruzione superiore sotto il Consiglio dei commissari del popolo dell'URSS, datata 7 maggio 1945 e indirizzata a Georgij Maksimilianovič Malenkov, Secondo Segretario del Partito Comunista dell'Unione Sovietica, si parla di porre al governo la questione di istituire "medaglie intitolate a eminenti scienziati russi". "Se Kaftanov non ha fatto una prenotazione, allora si può presumere che l'idea fosse stata originariamente avanzata per stabilire solo delle medaglie", riassume Ilizarov.
Gli schizzi dell'Ordine di Pirogov, realizzati da uno studente laureato dell'Accademia di architettura, M. Pershin, da architetti e artisti come A. K. Barutnev e Y. O. Rubanchik, dall'architetto A.N. Lanceray, dall'artista A.E. Lopukhin sono sopravvissuti. Ilizarov definisce i progetti di Lanceray come i più espressivi e, a modo loro, monumentali; i progetti di Barutnev e Rubanchik, così come quelli di Pershin, secondo lo studioso, si distinguono per una certa originalità, mentre gli schizzi di Lopukhin sono "eclettici nell'architettura e sensuali nei colori".
L'Ordine sovietico di Pirogov, secondo la bozza di statuto, avrebbe dovuto premiare gli scienziati "per i risultati eccezionali nel campo delle scienze mediche e il successo nella formazione di personale altamente qualificato". L'onorificenza avrebbe dovuto avere due gradi: l'Ordine Pirogov di I classe aveva lo scopo di premiare accademici, membri a pieno titolo di accademie di scienze e dottori in scienze "per la creazione di una propria direzione scientifica, che abbia avuto un'influenza fruttuosa sullo sviluppo della scienza, per scoperte e invenzioni scientifiche eccezionali che abbiano costituito una tappa significativa nello sviluppo della teoria medica e della medicina e altri risultati; l'Ordine di Pirogov di II Classe avrebbe dovuto essere assegnato sia a scienziati idonei a ricevere l'ordine di I classe, sia a membri corrispondenti di accademie di scienze, professori non in possesso del dottorato, candidati scienziati, professori associati, professori di scienze dipendenti di istituti di ricerca e insegnanti di istituti di istruzione superiore per meriti quali "eccezionale ricerca sperimentale e teorica, che abbia rappresentato un importante contributo allo sviluppo della scienza e grandi scoperte scientifiche e invenzioni". Il premio maggiore in relazione all'Ordine di Pirogov doveva essere l'Ordine di Mendeleev mentre quello inferiore avrebbe dovuto essere l'Ordine di Pavlov.
Parlando dei motivi per cui il progetto dell'Ordine Pirogov, come i progetti di altre onorificenze simili non venne mai attuato, Ilizarov osserva che su questo tema "si possono solo costruire spiegazioni plausibili". Il ricercatore esprime l'opinione che l'istituzione di nuove onorificenze fosse prevista per celebrare la vittoria dell'Unione Sovietica nella seconda guerra mondiale e il 220º anniversario dell'Accademia delle scienze dell'URSS, ma che non fu possibile realizzare i progetti in tempo. "Ben presto ombre minacciose aleggiarono sulle teste dell'intellighenzia sovietica, che si infittirono sempre di più, e il 28 aprile 1947 il fascicolo sugli ordini fu inviato all'archivio, dove è rimasto segretamente riposto per quasi mezzo secolo", riassume lo storico. In parte in disaccordo con l'opinione di Ilizarov, sono il membro dell'Accademia delle scienze russa Alexander Danilovich Nozdrachyov e il dottore in scienze mediche E.L. Polyakov, che sottolinearono che il tentativo di stabilire premi con i nomi di scienziati russi era associato non solo alla celebrazione dell'anniversario dell'Accademia delle scienze dell'URSS, ma anche a una logica continuazione del processo di restaurazione e promozione delle tradizioni nazionali russe cancellate dalla rivoluzione. "Non è ancora chiaro il motivo per cui non sia mai stata implementata un'idea così scrupolosamente documentata, supportata da schizzi eseguiti con cura, per stabilire ordini che prendono il nome da scienziati eccezionali", sottolineano i due.

### L'Ordine di Pirogov nel sistema di onorificenze della Russia
Fino al 2020, in Russia, come in Unione Sovietica, non vi erano ordini specializzati per premiare meriti medici, né onorificenze che portavano il nome di Nikolaj Ivanovič Pirogov: negli anni sovietici, agli operatori sanitari venivano assegnati i titoli onorifici di "Dottore onorato della RSFS" e di "Medico del popolo dell'URSS". I titoli simili di "Dottore onorato della Federazione Russa" e di "Operatore sanitario onorato della Federazione Russa" furono introdotti nella Federazione Russa. Come premio pubblico, l'Ordine di Pirogov fu istituito il 17 aprile 2004 dall'Accademia Europea di Scienze Naturali; l'agenzia di informazione RIA Novosti definì questo ordine "uno dei premi più onorevoli in ambito medico". Nel 2014, la Società russa di storia della medicina ebbe l'iniziativa di istituire la Medaglia Pirogov come premio dipartimentale del Ministero della Salute della Federazione Russa. Gli autori dell'iniziativa ritenevano che tale premio possa essere assegnato a medici, scienziati, insegnanti e rappresentanti del personale infermieristico "per i risultati eccezionali nelle attività professionali, scientifiche, pedagogiche e mediche".

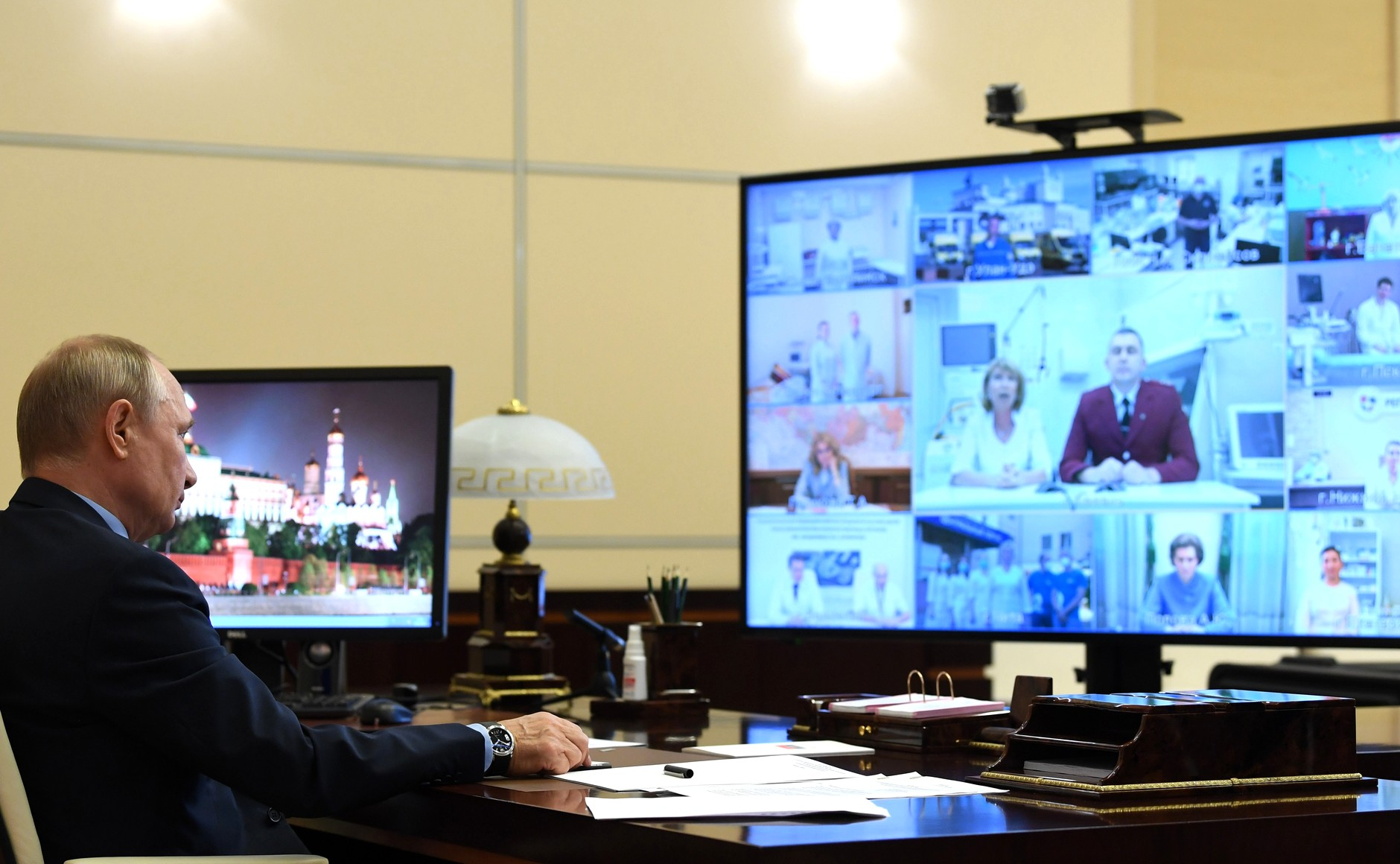
Vladimir Putin in una riunione con alcuni operatori sanitari tramite collegamento video il 20 giugno 2020.

Nel dicembre del 2019, a Wuhan (provincia di Hubei, Cina) venne registrato un focolaio di infezione causato dal nuovo coronavirus SARS-CoV-2. Il 30 gennaio 2020 l'Organizzazione mondiale della sanità dichiarò l'epidemia un'emergenza sanitaria pubblica di portata internazionale e l'11 marzo successivo dichiarò lo stato di pandemia. In Russia, l'infezione da COVID-19 fu rilevata in tutti i soggetti federali entro metà di aprile del 2020. Il 26 maggio 2020 il presidente russo Vladimir Putin dichiarò che il picco dell'epidemia in Russia era passato. Nel giugno successivo, la vice primo ministro della Federazione Russa Tat'jana Alekseevna Golikova annunciò che il picco dell'incidenza di COVID-19 in Russia era stato raggiunto l'11 maggio: in quel giorno, il numero di nuove persone infette rilevate era pari a 11 656. Il numero di morti per COVID-19 in Russia, secondo i dati ufficiali, entro la fine dell'estate 2020 superò le 17 000 persone; tuttavia le statistiche ufficiali sul numero di infetti e morti in Russia vennero ripetutamente criticate, anche dai media stranieri.
Sullo sfondo della diffusione del COVID-19 in Russia, venne deciso di istituire nuove onorificenze statali destinate a premiare gli operatori sanitari che si sono distinti in un'epidemia. Putin affermò che "risultati senza precedenti in nome del popolo, della Patria, senza dubbio, sono degni di uno speciale incoraggiamento da parte dello Stato". Con decreto del Presidente della Federazione Russa del 19 giugno 2020 n. 404, vennero approvati lo statuto e la descrizione dell'Ordine di Pirogov. Come notato da RBK, l'Ordine di Pirogov è il primo ordine istituito in Russia dal 2012: il 3 maggio di quell'anno il presidente russo Dmitrij Anatol'evič Medvedev ripristinò l'Ordine di Santa Caterina la Grande Martire. Contemporaneamente all'Ordine di Pirogov, lo stesso decreto presidenziale istituì la medaglia di Luca di Crimea.

## Assegnazione
Secondo lo statuto dell'ordine, approvato con decreto del Presidente della Federazione Russa del 19 giugno 2020 n. 404 "Sulla creazione dell'Ordine Pirogov e della medaglia di Luca di Crimea", esso viene assegnato ai cittadini della Federazione per premiare:
- la dedizione nella fornitura di cure mediche in situazioni di emergenza, epidemia, ostilità e in altre circostanze che mettono a rischio la vita;
- meriti nel campo dell'attività medica pratica e organizzazione altamente efficace del lavoro nella diagnosi, prevenzione e cura di malattie particolarmente pericolose;
- contributi al rafforzamento della salute pubblica, prevenendo l'insorgenza e lo sviluppo di malattie infettive e non infettive;
- servizi speciali nel campo delle scienze mediche, nello sviluppo e implementazione di metodi innovativi di prevenzione, diagnosi e cura delle malattie e di riabilitazione medica;
- meriti legati allo sviluppo di farmaci, ai loro studi preclinici, alle sperimentazioni cliniche di nuovi farmaci;
- meriti personali speciali nella formazione di personale qualificato per le organizzazioni mediche russe;
- meriti relativi all'organizzazione della fornitura di cure mediche di emergenza, alla fornitura di servizi adeguati di alta qualità, nonché alla realizzazione di cure ospedaliere altamente qualificate per i pazienti;
- meriti personali speciali nella realizzazione di attività di beneficenza e altre attività socialmente utili a sostegno di ospizi, ospedali militari, ospedali e altre organizzazioni mediche;
- grandi servizi nello sviluppo del volontariato, nella conservazione e valorizzazione delle tradizioni della misericordia, per l'aiuto gratuito e disinteressato alle persone;
- l'attuazione di progetti e programmi socialmente significativi e la divulgazione di uno stile di vita sano.

Lo statuto dell'ordine stabilisce anche che questo premio possa essere assegnato a cittadini stranieri "per la fornitura di cure mediche in casi clinici difficili, il trattamento di malattie particolarmente pericolose, la partecipazione attiva alle attività scientifiche delle organizzazioni mediche russe e altri meriti".
Un cittadino russo, di regola, può ricevere l'Ordine di Pirogov, a condizione che egli abbia già ricevuto un'altra onorificenza statale della Federazione Russa. Inoltre, lo statuto consente di assegnare l'ordine postumo.
Il distintivo è indossato sul lato sinistro del petto e, in presenza di altri ordini della Federazione Russa, viene posto dopo il distintivo dell'Ordine al merito navale. Per le occasioni speciali e l'eventuale uso quotidiano, è previsto l'uso di una copia in miniatura del distintivo da porre dopo la copia in miniatura del distintivo dell'Ordine al merito navale. Quando viene indossato sull'uniforme, la barretta è posta dopo quella dell'Ordine al merito navale.

## Insegne
Il distintivo dell'Ordine di Pirogov è in argento e ha la forma di una croce greca smaltata di rosso. Ai bordi della croce è presente uno stretto bordo convesso di colore dorato.
Sulla croce è sovrapposto un medaglione tondo in argento con bordo convesso, ricoperto di smalto bianco, ad una distanza di 2 millimetri dal bordo esterno è presente un bordo convesso interno, tra i bordi lungo la circonferenza del medaglione sono presenti zirconi. Nel campo del medaglione vi è un ritratto a busto di Nikolaj Ivanovič Pirogov, mezzo girato a destra. Sopra il ritratto è presente un'iscrizione dorata in lettere a rilievo: "НИКОЛАЙ ПИРОГОВ" (in italiano: NIKOLAJ PIROGOV). La croce è posta su una piattaforma rotonda ricoperta di smalto bianco. Tra i bracci della croce vi sono dei triangoli. Sulla parte superiore della croce è posta una corona d'ulivo all'interno della quale si trova una coppa ippocratica, una coppa intrecciata con un serpente, di colore dorato.
Sul retro del distintivo vi è la scritta "МИЛОСЕРДИЕ, ДОЛГ, САМООТВЕРЖЕННОСТЬ" (in italiano: MISERICORDIA, DOVERE, ALTRUISMO), che è il motto dell'ordine, composto da lettere maiuscole in rilievo. Il numero di seri dell'ordine si trova sotto il motto.
Il distintivo dell'Ordine di Pirogov, con l'aiuto di un occhiello e di un anello, è collegato a un blocco pentagonale ricoperto da un nastro di seta moiré bianco con tre strisce rosse longitudinali al centro del nastro. La larghezza del nastro è di 24 millimetri, la larghezza della striscia centrale è di 3 millimetri, la larghezza delle strisce a sinistra e a destra di essa è di 2 millimetri e la distanza tra le strisce è di 1 millimetro.
Sulla giacca viene indossata una copia in miniatura del distintivo dell'Ordine. La distanza tra le estremità della croce è di 15,4 millimetri, l'altezza del distintivo è di 19,2 millimetri, la lunghezza del lato superiore è di 10 millimetri, la lunghezza di ciascun lato è di 10 millimetri, la lunghezza di ciascun lato che forma l'angolo inferiore è di 10 millimetri.
Quando si indossa il nastro dell'Ordine di Pirogov sulle uniformi, viene utilizzato un nastrino con un'altezza di 8 millimetri e una larghezza di 24 millimetri.  Al nastro dell'Ordine di Pirogov è allegata un'immagine in miniatura del distintivo dell'ordine in metallo smaltato. La distanza tra le estremità della croce è di 13 millimetri e il diametro della rosetta è di 15 millimetri.

## Insigniti

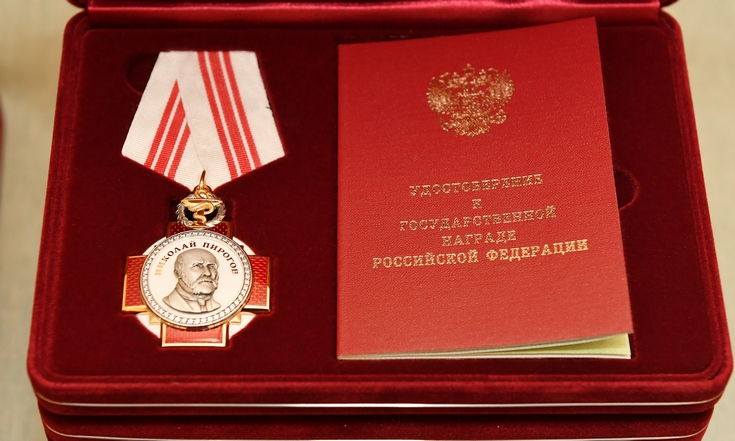
Ordine di Pirogov con certificato.

Le prime assegnazioni dell'Ordine di Pirogov avvennero il 21 giugno 2020: in questo giorno in Russia viene celebrata la Giornata del lavoratore medico. Con Decreto del Presidente della Federazione Russa n. 407 l'ordine fu assegnato a 1175 persone "per un grande contributo alla lotta contro l'infezione da coronavirus (COVID-19), dedizione e alta professionalità dimostrata nello svolgimento delle funzioni mediche". Con Decreto del Presidente della Federazione Russa n. 408 l'ordine fu assegnato a 630 persone "per un grande contributo alla lotta contro l'infezione da coronavirus (COVID-19) e il lavoro disinteressato dimostrato nello svolgimento del dovere professionale".
I media hanno richiamato l'attenzione sull'assegnazione postuma dell'ordine ad una residente di Karsun (oblast' di Ul'janovsk), Svetlana Anuryeva. Ella era una ragazza che studiò al Collegio medico di Karsun e che era volontaria dal febbraio 2019. Durante l'epidemia di infezione da coronavirus, consegnò cibo ai pensionati, soddisfacendo autonomamente, secondo il portale "volontari-medici", 30 richieste al mese. Nel maggio del 2020, Anuryeva fu ricoverata in ospedale e i medici le diagnosticarono un cancro al quarto grado. Il 12 maggio la volontaria fu dimessa dall'ospedale e riprese ad aiutare i bisognosi ma il 22 dello stesso mese venne nuovamente ricoverata e il 31 maggio morì. I partecipanti all'iniziativa "Siamo insieme" in un incontro con il presidente richiamarono l'attenzione sulla necessità di prendere atto dei meriti di Anuryeva. Il 29 giugno 2020 con Decreto del Presidente della Federazione Russa n. 431 fu insignita postuma dell'Ordine di Pirogov con la motivazione "per la dedizione dimostrata nella lotta contro l'infezione da coronavirus (COVID-19)".
Con Decreto del Presidente della Federazione Russa n. 675, l'Ordine di Pirogov venne assegnato a Veroníka Ígorevna Skvortsóva, già capo dell'Agenzia federale di medicina e biologia e ministro della salute dal 2012 al 2020 "per un grande contributo allo sviluppo dell'assistenza sanitaria, all'organizzazione del lavoro per prevenire e la diffusione dell'infezione da coronavirus (COVID-19) e i molti anni di lavoro coscienzioso".